# دوچرخه‌سوار (نقاشی)
دوچرخه‌سوار (انگلیسی: Cyclist) یک نقاشی رنگ روغن کوبوفوتوریستی اثر ناتالیا گنچاروا، هنرمند روس است که سال ۱۹۱۳ کشیده شد و در موزه دولتی روسیه نگهداری می‌شود.